# 扎奧斯特里夫
50°15′29″N 31°23′47″E / 50.25806°N 31.39639°E
藻斯特里夫（烏克蘭語：Заострів）是位於烏克蘭北部的村莊，由基辅州鲍里斯皮尔区的斯圖德尼基市鎮負責管轄。該村始建於1787年，面積0.09平方公里，海拔高度98米，2001年人口1，人口密度每平方公里11.1人。